# Drake Hogestyn
Drake Hogestyn (Fort Wayne (Indiana), 29 september 1953 – Los Angeles, 28 september 2024) was een Amerikaanse soapacteur.
Hij is het meest bekend voor zijn rol van John Black in de soapserie Days of our Lives, die hij speelde van 1986 tot 2009. Hij was de tweede acteur die de rol van "Roman Brady" moest spelen. In 1991 kwam op vraag van Deidre Hall de eerste acteur (Wayne Northrop) terug naar de serie om zijn rol als Roman op te nemen. Omdat Hogestyn populair was bij de fans konden ze hem niet zomaar ontslaan en daarom bleek dat het allemaal een spel van Stefano was; Roman was eigenlijk Forrest Alamain die in zijn kindertijd ontvoerd werd, intussen had Roman de naam van John Black aangenomen. Hij gebruikt deze tot op heden nog steeds. In oktober 2007 werd de acteur ontslagen en kwam zijn personage om het leven. In een interview zei Hogestyn dat hij de show zou missen. Zoals zovele doden in een soapserie verrees ook John Black, enkele maanden na zijn dood. In november 2008 werd hij echter opnieuw ontslagen samen met Deidre Hall, die zijn echtgenote op het scherm (Marlena Evans) speelde. De beslissing werd genomen omdat er bespaard moest worden en Hogestyn en Hall het beste betaald werden.
Hij was van 1986 tot en met zijn overlijden gehuwd met Victoria Post en is de stiefvader van acteur Ben Hogestyn.
Hogestyn overleed op 28 september 2024, één dag voor zijn 71e verjaardag aan alvleesklierkanker.